# Franco Ferrarotti
Franco Ferrarotti (Palazzolo Vercellese, 7 aprile 1926 – Roma, 13 novembre 2024) è stato un sociologo, scrittore e politico italiano.
Intellettuale poliedrico, attento osservatore e testimone della società, dei suoi aspetti e dei suoi cambiamenti, oltre a essere stato tra i protagonisti dell'istituzionalizzazione della sociologia in Italia negli anni sessanta, ha avuto un'esperienza come deputato della Repubblica Italiana e ha poi seguito la carriera accademica che si è conclusa raggiungendo il ruolo di professore emerito di Sociologia alla Sapienza - Università di Roma.

## Biografia
Ebbe un'infanzia caratterizzata da problemi di salute. Suo padre, imprenditore agricolo, era profondamente legato al mondo rurale, profondo conoscitore del bestiame, amante dei cavalli e della natura. 
La prima giovinezza di Franco, cresciuto soprattutto coi bisnonni materni, era caratterizzata da intense letture (lui si definiva infatti uomo di carte), interessato sempre ad aumentare le sue conoscenze. Già all'epoca fu assiduo lettore di svariati testi presso la biblioteca parrocchiale fornitagli dal parroco della frazione La Saletta (Robella). 
Ferrarotti frequentò il ginnasio seminariale a Moncrivello, molto legato e aiutato dal cugino monsignor Leopoldo, canonico a Vercelli e poi protonotario apostolico soprannumerario che gli insegnava i canti dell'opera di Dante Alighieri. Un altro cugino era monsignor Pietro Ferrarotti, cultore di lingue classiche, assistente del sacerdote e alpino don Secondo Pollo, poliglotta (conosceva persino lo swahili) il quale gli forniva numerosi libri anche antichi vedendo quanto il giovanissimo parente ne fosse un avido lettore. Dal 1940 fino all'8 settembre 1943, mandato dai famigliari per i sopracitati problemi respiratori, visse a Sanremo (località scelta per il clima salubre) frequentando assiduamente la locale biblioteca comunale. A causa degli eventi, "con il crollo dello Stato sentì il dovere di lasciare la città rivierasca per andare a Torino e poi a Casale Monferrato". Nel 1944 incontrò Cesare Pavese, autore che subito destò la sua ammirazione.
Laureatosi in Filosofia all'Università degli Studi di Torino nel 1949, con una tesi su "La sociologia di Thorstein Veblen", fondò con l'amico Nicola Abbagnano nel 1951 i Quaderni di Sociologia ai quali dette un seguito nel 1967, fondando la rivista La critica sociologica. Le facoltà di sociologia erano agli inizi, come detto dallo stesso Ferrarotti che si interessò più per la nascente materia che per la filosofia. Dal 1952 fu condirettore della Rivista di Filosofia avendo anche al suo fianco Norberto Bobbio.
Fu tra i collaboratori di Adriano Olivetti dal 1948 per circa dodici anni e, in rappresentanza del Movimento Comunità, deputato indipendente al Parlamento per la III legislatura (1958-1963) della Repubblica Italiana (subentrò in Parlamento ad Adriano Olivetti, dopo le sue dimissioni, il 12 novembre 1959).
Dal 1957 al 1962 è direttore della Divisione dei fattori sociali nell'O.E.C.E. (ora O.C.S.E.) a Parigi. Nel 1961 ottenne la prima cattedra di Sociologia in Italia, all'Università degli Studi di Roma "La Sapienza", dopo aver vinto il primo concorso bandito in Italia per questa disciplina, venendo per questo considerato oggi il decano della sociologia italiana. Nel 1962 contribuì alla creazione della Facoltà di Sociologia dell'Università degli Studi di Trento, dove avrà la sua seconda cattedra di professore di Sociologia.
Molti i premi ricevuti nella sua carriera; tra cui quello, insigne, dell'Accademia dei Lincei, nel 2001. Ha insegnato in Europa e in America.
Nel 1965 fu Fellow del "Center for the Advanced Study in the Behavioral Sciences" a Palo Alto, California. "Visiting Professor" presso molte università europee e nordamericane, in Russia, Giappone e America Latina. Nel 1978 è nominato "Directeur d'Études" alla Maison des Sciences de l'Homme a Parigi. È membro della New York Academy of Sciences.
Particolarmente attento ai movimenti sociali e ai problemi della società industriale, è divulgatore dell'applicazione di una metodologia di tipo qualitativo in ambito sociologico.
Fra gli anni cinquanta e sessanta ha condotto una serie di ricerche sul sindacalismo, la trasformazione del lavoro, le comunità, la sociologia urbana. Ha studiato il caso romano in relazione ai temi della nuova emarginazione.
Per quanto riguarda le tematiche religiose Ferrarotti scrisse una Trilogia sul sacro (rispettivamente anni 1983, 1983 e 1990). Pubblicò prima La sociologia di fronte al fenomeno religioso (Feltrinelli 1966), ripubblicati nel 1976 con aggiunte. Nel 1974 l'argomento fu affrontato con interventi e collaborazioni di altri autori avendo un titolo similare: Sociologia del fenomeno religioso (Ferrarotti, Cipriani 1974: 15-77). Ancora nel 1966 uscì un'altra sua fatica letteraria all’interno di una raccolta (con collaborazioni esterne): Culturologia del sacro e del profano, curata da Gualtiero Harrison (1966) con il titolo aggiuntivo Durkheim e Max Weber di fronte al fenomeno religioso, ripreso dal Ferrarotti nell’altro volume sopra citato. Prima della Trilogia sopra citata, Ferrarotti (insieme con altri autori) aveva pubblicato due volumi di Studi sulla produzione sociale del sacro, comprendenti le Forme del sacro in un’epoca di crisi (Ferrarotti anche qui con altri collaboratori, anno 1978) seguito da un secondo studio con un lungo titolo: Forme evolutive dei valori nel quadro della mobilità odierna di grandi gruppi umani (Ferrarotti anno 1982).
Nel 2014 gli venne riconosciuto il rango di "filomate" dalla Philomates Association, della cui accademia diventa socio onorario.
Nel 2011 l'incontro con la casa editrice Gattomerlino alla quale affida i prodotti della sua feconda vena poetica, e alcune lontane memorie, iniziando da "Dicembre 1947, nella storia di un uomo una data". La quasi totalità delle sue poesie e le sue idee sulla poesia espresse in "Dialogo sulla poesia"  sono state poi riunite nella raccolta "Poesie" Gattomerlino edizioni 2024.
Era professore emerito dell'Università degli Studi di Roma "La Sapienza" ed è stato coordinatore del "Dottorato in Teoria e Ricerca Sociale" nello stesso ateneo. Era presidente onorario dell'Associazione Nazionale Sociologi (ANS) e socio onorario dell'associazione Libera Uscita per la depenalizzazione dell'eutanasia. Fra i suoi allievi ebbe Mauro Rostagno (che egli ricordava essere fra i suoi allievi più brillanti); seguirono le sue lezioni anche Renato Curcio e Mara Cagol.
Nel giugno 2016 prese posizione a favore della riforma costituzionale dichiarando: "Il referendum che si svolgerà in dicembre si profila come una sfida cruciale per smantellare o difendere interessi e privilegi consolidati, una sfida che va molto al di là della stessa riforma del Senato. Mi ricorda il referendum tra monarchia e repubblica. Renzi o non Renzi, se non vince il "SÌ" andiamo incontro ad anni bui. Io però ho fiducia nella maturità democratica del popolo italiano e credo che, alla fine, la razionalità prevarrà." Tali affermazioni verranno in seguito criticate da alcune personalità.

## Opere
- Premesse al sindacalismo autonomo, Torino, Movimento Comunità, 1951.
- Il dilemma dei sindacati americani, Milano, Edizioni di Comunità, 1954; 1961.
- La protesta operaia, Milano, Edizioni di Comunità, 1955.
- Sociologia. Saggi e ricerche, Asti, Arethusa, 1955.
- Sociologia e realtà sociale, Roma, Opere nuove, 1958.
- Sindacalismo autonomo, Milano, Edizioni di Comunità, 1958
- La piccola città. Dati per l'analisi sociologica di una comunità meridionale (con Elio Uccelli e Gianfranco Giorgi Rossi), Milano, Edizioni di Comunità, 1959.
- La sociologia industriale in America e in Europa, Torino, Taylor, 1959; 1960.
- La sociologia come partecipazione e altri saggi, Torino, Taylor, 1961.
- Il rapporto sociale nell'impresa moderna, Roma, Armando, 1961.
- La sociologia. Storia, concetti, metodi, Torino, ERI, 1961; 1965; 1967.
- Storia delle scienze, Vol. III, Parte 2, curato assieme a Angiola Massucco Costa, Torino, UTET, 1962.
- Macchina e uomo nella società industriale, Torino, ERI, 1963.
- Servizio sociale e enti pubblici nella società italiana in trasformazione, Roma, Armando, 1965.
- Max Weber e il destino della ragione, Bari, Laterza, 1965; 1968.
- Idee per la nuova società, Firenze, Vallecchi, 1966.
- La sociologia, Milano, Garzanti, 1967.
- Trattato di Sociologia, Torino, UTET, 1968.
- Roma da capitale a periferia, Bari, Laterza, 1970.
- Una sociologia alternativa. Dalla sociologia come tecnica del conformismo alla sociologia critica, Bari, De Donato Editore, 1972.
- Fascismo di ritorno, Roma, Edizioni della Lega per le autonomie e i poteri locali, 1973.
- Dal documento alla testimonianza. La fotografia nelle scienze sociali, Napoli, Liguori, 1974.
- Vite di baraccati. Contributo alla sociologia della marginalità, Napoli, Liguori, 1974.
- Alle radici della violenza, Milano, Rizzoli, 1977.
- Weber. La vita il pensiero le opere, Milano, Edizioni Accademia, 1978.
- La società come problema e come progetto, Milano, A. Mondadori, 1979.
- L'ipnosi della violenza, Milano, Rizzoli, 1980.
- Storia e storie di vita, Roma-Bari, Laterza, 1981.
- Il paradosso del sacro, Roma-Bari, Laterza, 1983.
- Una teologia per atei. La religione perenne, Roma-Bari, Laterza, 1984.
- La storia e il quotidiano, Roma-Bari, Laterza, 1986.
- Il ricordo e la temporalità, Roma-Bari, Laterza, 1987.
- Oltre il razzismo, verso la società multirazziale e multiculturale, Roma, Armando, 1988.
- La sociologia alla riscoperta della qualità, Roma-Bari, Laterza, 1989.
- L'Italia in bilico. Elettronica e borbonica, Roma-Bari, Laterza, 1990.
- Roma madre matrigna, Roma-Bari, Laterza, 1991.
- I grattacieli non hanno foglie. Flash americani, Roma-Bari, Laterza, 1991.
- La tentazione dell'oblio. Razzismo, antisemitismo e neonazismo, Roma-Bari, Laterza, 1993;2001.
- Homo sentiens. Giovani e musica. La rinascita della comunità dallo spirito della nuova musica, Napoli, Liguori, 1995.
- Rock, rap e l'immortalità dell'anima, Napoli, Liguori, 1996.
- Sacro e religioso. Dalla religione dissacrante al sacro fatto in casa, Roma, Di Renzo, 1997.
- La perfezione del nulla. Promesse e problemi della rivoluzione digitale, Roma-Bari, Laterza, 1997.
- L'Italia tra storia e memoria. Appartenenza e identità, Roma, Donzelli, 1997.
- Leggere, leggersi, Roma, Donzelli, 1998.
- L'ultima lezione. Critica della sociologia contemporanea, Roma-Bari, Laterza, 1999.
- Partire, tornare. Viaggiatori e pellegrini alla fine del millennio, Roma, Donzelli, 1999.
- La verità? È altrove. All'insegna del New Age, Roma, Donzelli, 1999.
- L'enigma di Alessandro. Incontro fra culture e progresso civile, Roma, Donzelli, 2000.
- Un imprenditore di idee. Una testimonianza su Adriano Olivetti, Torino, Edizioni di Comunità, 2001.
- La società e l'utopia. Torino, Ivrea, Roma e altrove, Roma, Donzelli, 2001.
- La convivenza delle culture. Un'alternativa alla logica degli opposti fondamentalismi, Bari, Dedalo, 2003.
- Tornando a casa. Conversazioni con Franco Ferrarotti, 1990-2002 (con Claudio Tognonato), Roma, Edizioni associate, 2003.
- L'arte nella società, Chieti, Solfanelli, 2005.
- Nelle fumose stanze. La stagione politica di un "cane sciolto" , Milano, Guerini Studio, 2006.
- L'Arte nella società, Chieti, Solfanelli, 2007.
- L'identità dialogica, Pisa, ETS, 2007.
- Senso della sociologia e altri saggi Chieti, Solfanelli, 2008
- Il senso del luogo, Roma, Armando, 2009.
- Spazio e convivenza. Come nasce l'emarginazione urbana, Roma, Armando, 2009.
- Arte, Scienza, Società. Verso una teoria dell'atto artistico, Roma, Verso l'arte, 2009.
- L'immaginario collettivo americano, Chieti, Solfanelli, 2010.
- Corpo, Dio. Il piacere della carne e la duplicità del femminile, Roma, Verso l'arte, 2010.
- La funzione della musica nella società tecnicamente progredita, Roma, Verso l'arte, 2010.
- La musica post-moderna ha un cuore antico (con CD musicale "Antologia 3, 1996-2010" di Federico Gozzelino), Roma, Verso l'arte, 2010. ISBN 978-88-95894-59-1
- La strage degli innocenti. Note sul genocidio di una generazione, Roma, Armando, 2011.
- L'empatia creatrice. Potere, autorità e formazione umana, Roma, Armando, 2011.
- Il paradosso italiano. La povertà di un paese ricco, Chieti, Solfanelli, 2012.
- Atman. Il respiro del bosco, Roma, Empirìa, 2012.
- L'anno della Quota Novanta, Roma, Empirìa, 2012.
- Un popolo di frenetici informatissimi idioti, Chieti, Solfanelli, 2012.
- La religione dissacrante. Coscienza e utopia nell'epoca della crisi, Chieti, Solfanelli, 2013.
- 1951. Oltre l'Oceano  Gattomerlino, Roma, 20213
- Essays on Culture, Politics and Power, Valona (ALB), Academicus, 2014. ISBN 978-9928-4221-1-8.
- Scienza e coscienza. Verità personali e pratiche pubbliche, Roma, EDB, 2014.
- Roma Caput Mundi, Roma, Gangemi, 2015.
- I miei anni con Adriano Olivetti a Ivrea e dintorni, da New York a Matsuyama, Chieti, Solfanelli, 2016.
- Social Theory for Old and New Modernities. Essays on Society and Culture, 1976-2005, Lanham (MD)-New York-London, Lexington Books, 2012.
- Dialogare o perire, Milano, Edizioni di Comunità, 2017.
- Dialogo sulla poesia, Gattomerlino Roma,  2018.
- Le ragioni della poesia nella società irretita,  Gattomerlino Roma 2019.
- Leopoldo o della memoria riconoscente, Gattomerlino, Roma, 2020.
- Dalla società irretita al nuovo umanesimo, Roma, Armando, 2020.
- Poesie, Gattomerlino, Roma 2024.

### Alcuni saggi e articoli
- "Lusso, moda, consumo onorifico", in Agalma No. 2, gennaio 2002: 15-20.

### Traduzioni
- Thorstein Veblen, La teoria della classe agiata, Collana Saggi, Torino, Einaudi, 1949.
- Theodor Reik, Il rito religioso, Torino, Einaudi, 1949.